# Família Foti
A Família Foti é uma família ítalo-australiana conhecida por ser responsável pelos fogos de artifício no Ano Novo em Sydney.

## História
A família Foti começou a trabalhar com fogos de artifício em Messina, Sicília, 1793.
Durante a Segunda Guerra Mundial, Celestino Foti foi capturado e enviado para Cowra, Austrália, como prisioneiro de guerra. Ao fim da guerra, ele voltou para Calábria, mas seu filho, Sam, imigrou para a Austrália em 1953. O negócio familiar cresceu nos anos 80, quando o governo baniu a venda de fogos de artifício para o público geral. A partir de 1998 passou a trabalhar com os fogos de artifício Em Sydney no Ano Novo. Os fogos são feitos na China. Em 2017, oito membros da família estavam envolvidas no negócio, e em 2023 eram quinze membros. A empresa é chamada Foti Fireworks International.